# Marilyn McCord Adams
Marilyn McCord Adams (12 octobre 1943 - 22 mars 2017) est une philosophe américaine et prêtre épiscopalienne. Elle s'est spécialisée dans la philosophie de la religion, la théologie philosophique et la philosophie médiévale. Elle est professeure "Horace Tracy Pitkin" de théologie historique à la Yale Divinity School de 1998 à 2003 et professeur Regius de théologie à l'Université d'Oxford de 2004 à 2009.

## Jeunesse et éducation
Adams naît le 12 octobre 1943 à Oak Park, Illinois, États-Unis. Elle est la fille de William Clark McCord et de Wilmah Brown McCord. En 1966, elle épouse le philosophe Robert Merrihew Adams.
Adams fait ses études à l'Université de l'Illinois à Urbana-Champaign et obtient un baccalauréat ès arts (AB). Elle poursuit ses études à l'Université Cornell, obtenant son doctorat en philosophie (PhD) en 1967. Elle entreprend des études et une formation pour le ministère ordonné au Séminaire théologique de Princeton, obtenant un diplôme de maîtrise en théologie en 1984,,. Elle reçoit un doctorat en théologie (DD) de l'Université d'Oxford en 2008, devenant ainsi la première femme à devenir DD d'Oxford,.
Adams meurt le 22 mars 2017 à Princeton, New Jersey, à l'âge de 73 ans, d'un cancer,.

## Carrière

### Carrière académique
Adams passe la majeure partie de sa carrière universitaire à l'Université de Californie à Los Angeles : elle est professeure associée (1972-1978) puis professeure de philosophie de 1978 à 1993, et présidente du Département de philosophie entre 1985 et 1987,. Elle est présidente de la Society for Medieval and Renaissance Philosophy de 1980 à 1982. Après avoir bougé à l'Université Yale, elle est professeure de théologie historique de 1993 à 2003 et professeure "Horace Tracy Pitkin" de théologie historique à la Yale Divinity School de 1998 à 2003,.
En 2004, Adams part en Angleterre où elle est nommée Regius Professor of Divinity à l'Université d'Oxford,. La chaire est liée à un canonicat à la cathédrale Christ Church d'Oxford, et elle est donc également chanoine résidentiel,. Elle est la première femme et la première Américaine à être nommée Regius Professor of Divinity à Oxford. En 2009, après cinq ans à l'étranger, elle retourne aux États-Unis pour rejoindre l'Université de Caroline du Nord à Chapel Hill en tant que professeure-chercheuse distinguée en philosophie. Elle part à l'Université Rutgers, où elle est professeure de recherche invitée / distinguée de 2013 à 2015,.
Adams est élue membre de l'Académie américaine des arts et des sciences en 2015.
Adams est cofondatrice et présidente de la Society of Christian Philosophers.

### Ministère ordonné
Adams est ordonnée diacre et prêtre dans l'Église épiscopale (États-Unis) en 1987. Elle sert dans les églises paroissiales de Los Angeles, New Haven, Connecticut, Chapel Hill, Caroline du Nord et Trenton, New Jersey. De 2004 à 2009, elle est chanoine résidente de la cathédrale Christ Church d'Oxford. Pendant ce temps, elle est élue représentante de l'université au Synode général de l'Église d'Angleterre.

## Recherches
Le travail d'Adams en philosophie se concentre sur la philosophie de la religion, en particulier le problème du mal, la théologie philosophique, la métaphysique et la philosophie médiévale. Son travail sur le problème du mal se concentre largement sur ce qu'elle appelle "les maux horribles". Elle est une universaliste chrétienne déclarée, croyant qu'en fin de compte, tous recevront le salut et la restauration en Christ.